# Zdeněk Žák
Zdeněk Žák, née le 2 juillet 1968 à Valašské Meziříčí, est un homme politique et adminsitrateur des chemins de fer tchèque.

### Parcours politique

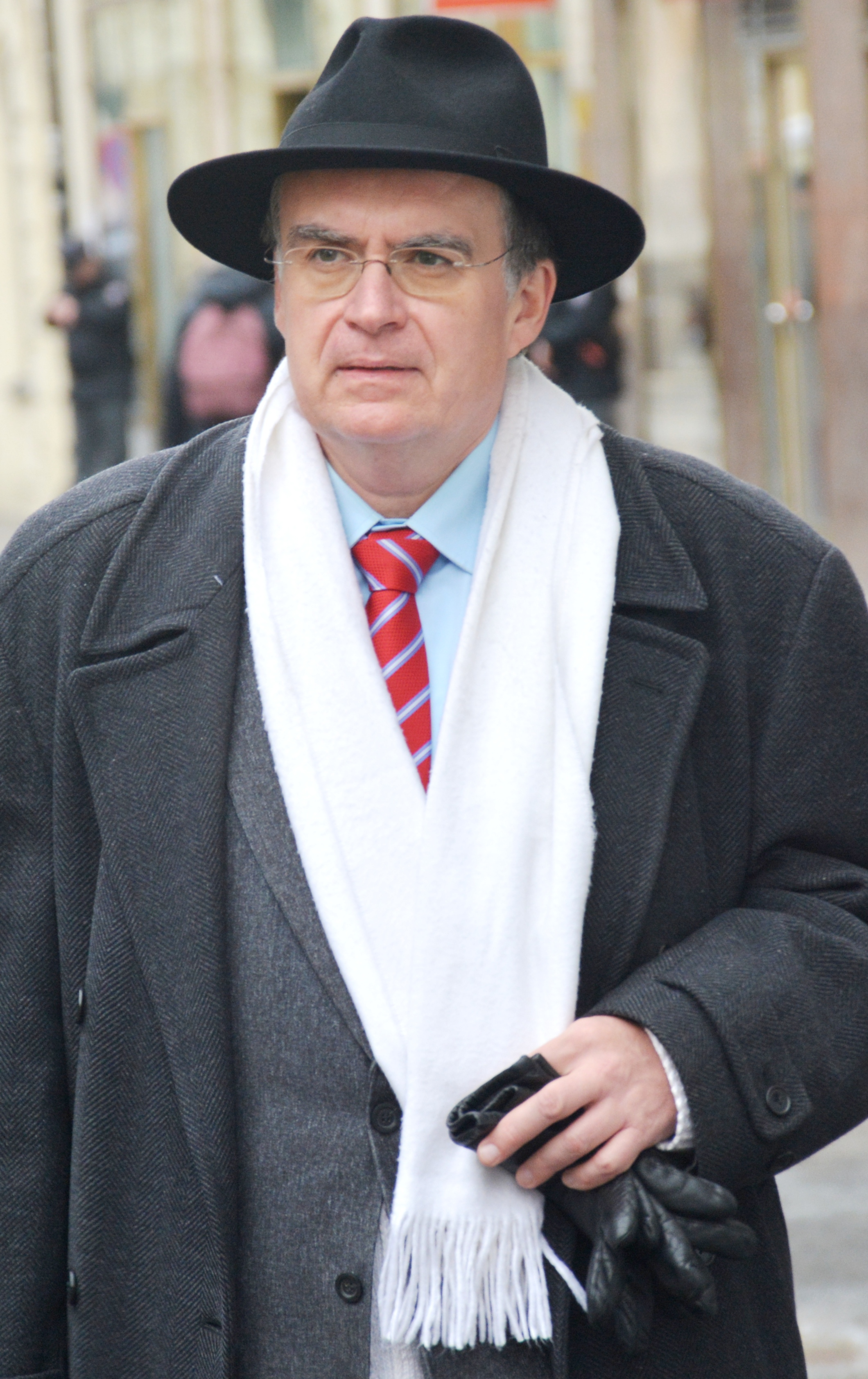
Zdeněk Žák en novembre 2016.